# Roseland (Nebraska)
Roseland é uma vila localizada no estado americano de Nebraska, no Condado de Adams.

## Demografia
Segundo o censo americano de 2000, a sua população era de 242 habitantes.
Em 2006, foi estimada uma população de 264, um aumento de 22 (9.1%).

## Geografia
De acordo com o United States Census Bureau, a localidade tem uma área de 0,7 km², sem área coberta por água.

## Localidades na vizinhança
O diagrama seguinte representa as localidades num raio de 20 km ao redor de Roseland.